# 吳市立吳高等學校
吳市立吳高等學校（日语：呉市立呉高等学校／くれしりつくれこうとうがっこう），日本廣島縣吳市所屬的市立高級中等學校，目前為吳市唯一的市立高等學校，位處於賀茂學區內，為綜合學科學校，設有人文科學、自然科學、生活科學、藝術、情報・商業、健康體育等學門。

## 學校簡介
吳高等學校前身為廣島縣吳豐榮高等學校，成立於1959年(昭和43年)，原為女子學校。當時因應日本女性接受公共教育的需求，在當地市民的積極爭取下建校，當時設置被服科・食物科，為當時日本國內少數的家政專門學校。1968年4月設置家政科。
該校為厚生省所指定廚師的培訓體系，還設有日本服飾、洋裝等學科。而隨著國際化、資訊化及高齡化的潮流，為因應科技進步，家庭與社會變遷，於1989年(平成元年)將原本家政・被服・食物等三科改制，分成生活管理科・生活資訊科・服裝設計科、飲食文化科等四科。學生也可跨修普通學科與專門學科的課程。
更進一步積極邀請社會專業人士入校授課，並引進校外實習、資格檢定等課程。強調實務、體驗的「專題研究」學習模式。在教學創新的研究推動成果曾獲得日本文部獎勵。
1998年(平成10年)改為現今校名，並開始兼收男女學生。

## 學校象徵

### 校歌
作詞者：中原秀雪
作曲者：住吉修三
歌詞有三個章節。

### 校訓
自立、自尊、貢献

### 校徽
校徽形式採用與市徽相同的圖樣，中心為「吳」字，以明體字標明校名，下方則有紅色的ICHIRITSU字樣。校徽的外圈為綠色，象徵過往的歷史，內圈採用青澀，代表學校未來的發展。

## 教育目標
培養具有自立、自尊精神，而能奉獻於社會的人才。(自立と自尊の精神を備え社会に貢献できる人材の育成)

## 學生社團
目前全校有二十餘個社團，運動型社團包含野球、桌球、游泳、日本弓道、羽毛球、足球、籃球、女子排球、軟網、陸上競技、男子壘球、遊艇等社團。文化性社團則包含管樂、手語、英語、美術、科學、日本書道、箏曲、茶道、放送(廣播)、服裝研究、食物研究、保育研究、古典研究、演劇、個人電腦等社團。
其野球(棒球)部成立於2007年，球隊創部監督為中村信彥，曾在2014年打入廣島縣縣大會、2015年晉級縣大會決勝戰。

## 畢業生出路
目前應屆畢業生約有5%可考取國立大學，超過一半的畢業生可錄取私立學校。其餘則就讀短期大學、專科學校。

## 國際交流

### 臺灣
2016年11月，吳高等學校校長矢野修嗣，曾跟隨吳市副市長木坂修、教育部長寺本有伸等人及吳市獅子會參訪基隆市安樂高中。2017年4月28日，安樂高中校長方保社則隨基隆市長林右昌拜訪吳高校，洽談討論締結姐妹校事宜。
2018年10月23日，吳高校與安樂高中於吳高校建校六十週年校慶當日，正式締結姊妹校。